# Chignik Lagoon
Chignik Lagoon – jednostka osadnicza w Stanach Zjednoczonych, w stanie Alaska, w okręgu Lake and Peninsula.